# Château du Pignon blanc
Le château du Pignon blanc est situé sur la commune de Brion en Saône-et-Loire, sur les pentes de la montagne d'Autun qui s'abaissent vers la vallée de l'Arroux.

## Description
La simplicité de style caractérise ce petit château qui se compose d'un corps de logis encadré de deux ailes peu saillantes. Les encadrements de fenêtres rectangulaires et les angles de la construction sont en pierre des carrières de La Roche Mouron. Un bandeau qui règne sur toute la façade sépare le rez-de-chaussée du premier étage. Des lucarnes flanquées d'ailerons s'ouvrent dans le toit de petites tuiles. Au centre du logis, la porte rectangulaire est encadrée de moulures.
Un portail donne accès à la cour bordée de chaque côté par des communs dont les portes cintrées ont remplacé des ouvertures rectangulaires.
Le château est une propriété privée et ne se visite pas.

## Historique
Le domaine paraît avoir été constitué par la famille Roux.
Durant la seconde moitié du XVIIIe siècle, Pierre Roux, lieutenant en la maîtrise d'Autun, est propriétaire de la terre.
En 1767, Albert Nivier, cousin du précédent et piqueur au second vol pour milan de la grande fauconnerie de Sa Majesté, acquiert le domaine ; c'est lui, ou peut-être Pierre Roux, qui fait bâtir le château actuel.
À la fin du XVIIIe siècle, le domaine revient à Lazare Roux de Bellerue.
Jusqu'en 1877, la famille de Fussey possède le château.
À partir de 1947, Pierre de Brabois le rachète à M. West, époux de Mme née du Noyer de Ségonzac. Son fils Philippe en hérite en 1994.

### Armoiries
- Fussey : D'argent, à la fasce de gueules, accompagnée de six merlettes de sable, rangées en fasce, trois au-dessus et trois au-dessous